# Universidade de Burgos
A Universidade de Burgos (em castelhano: Universidad de Burgos) é uma instituição de ensino superior pública com sede em Burgos, na Espanha. Fundada em 27 de maio de 1994, possuia 7.477 alunos e 931 docentes. Seu atual reitor é Manuel Pérez Mateos.